# Черч-стрит (Манхэттен)
Черч-стрит (англ. Church Street) — односторонняя улица в Нижнем Манхэттене, Нью-Йорк. Улица берёт начало от Бэттери-Плейс, проходит к востоку от комплекса ВТЦ и заканчивается на Канал-стрит.
Улица существовала уже в 1761 году. В 1784 году она была удлинена, а в 1804 году к ней перешла часть земельного участка, переданного в 1705 году Церкви Троицы британской королевой Анной. По этой церкви улица и получила своё современное название (англ. church — «церковь»). Южная часть улицы носит название Тринити-Плейс, но также имеет отношение к той же церкви. С 1754 по 1857 годы на улице находился Колумбийский университет (в те годы Королевский колледж, англ. King's College). Несколько зданий на Черч-стрит внесены в Национальный реестр исторических мест США, среди них Церковь Святого Павла, Римская Католическая Церковь Святого Петра и дом 90.
На Черч-стрит расположены станции Ректор-стрит и Кортландт-стрит (N, R) и комплекс Чеймберс-стрит — Всемирный торговый центр / Парк-Плейс (A, C, E, 2, 3) Нью-Йоркского метрополитена. По состоянию на июнь 2013 года улица обслуживалась автобусными маршрутами M5 и M21.

## Галерея

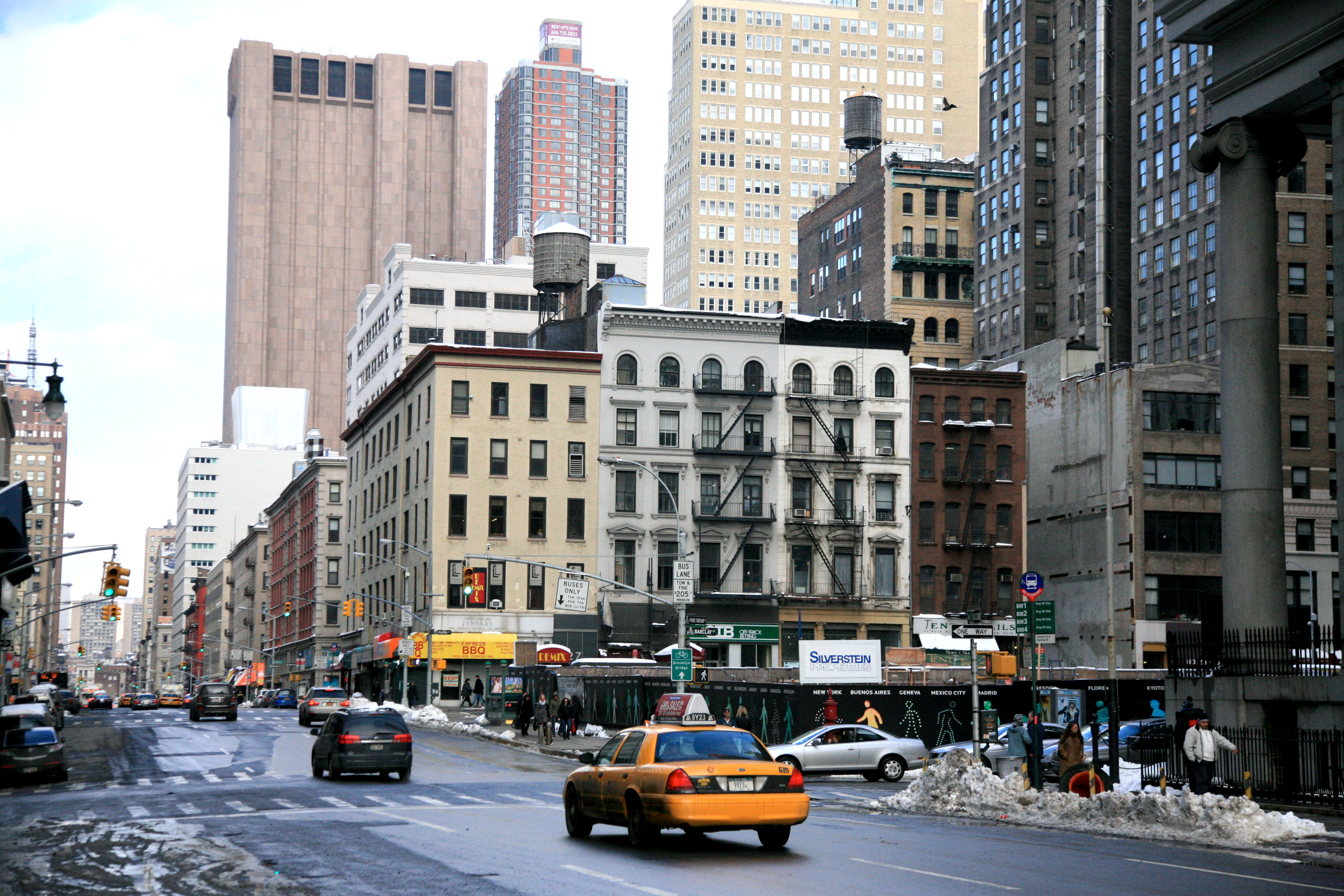
Вид в северном направлении у пересечения с Баркли-стрит
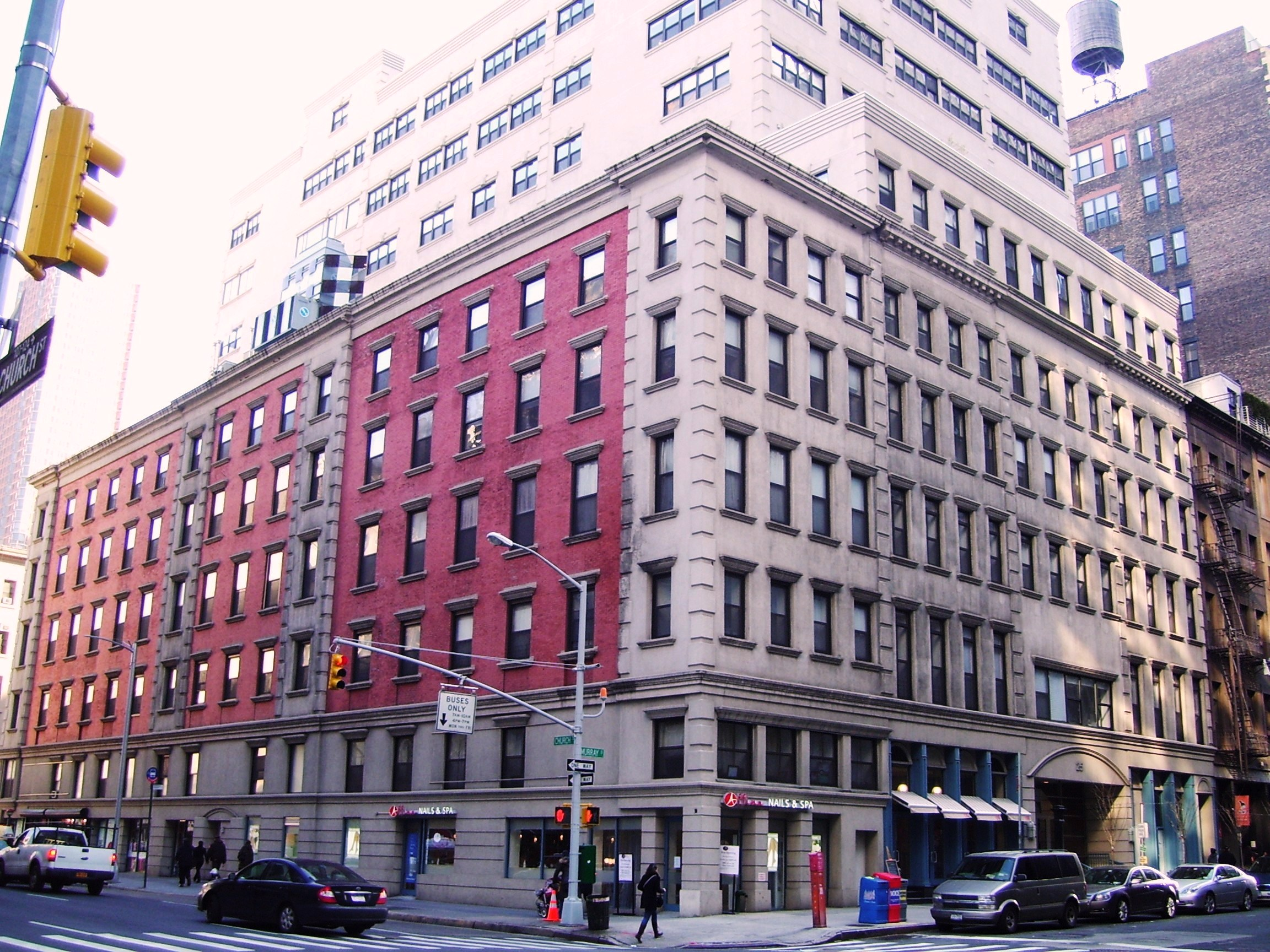
Пересечение с Марри-стрит